# Bernd Rupp
Bernd Rupp (* 24. Februar 1942 in Burgsolms) ist ein ehemaliger deutscher Fußballspieler, der von 1965 bis 1974 in der Fußball-Bundesliga als Stürmer bei den Vereinen Borussia Mönchengladbach, Werder Bremen und 1. FC Köln insgesamt 274 Spiele bestritt und dabei 119 Tore erzielte. 1966 spielte er zudem einmal in der Nationalmannschaft und erzielte dabei ein Tor.

## Laufbahn
Der kleine Mittelstürmer, der beim hessischen Post-SV Phönix Kassel mit dem Fußball begonnen hatte, entging den „Spähern“ des großen Nachbarn KSV Hessen Kassel und wechselte später vom FC Burgsolms (unweit von Wetzlar) über die Station SV Wiesbaden nach dem Finale um die Deutsche Amateurmeisterschaft in den bezahlten Fußball. Er begann 1964 seine Karriere in der Regionalliga West bei Borussia Mönchengladbach unter Trainer Hennes Weisweiler. Gleich in seiner ersten Saison stieg er in die Fußball-Bundesliga auf. Mönchengladbach wurde in der Regionalliga West mit dem beachtlichen Torverhältnis von 92:39 Toren Meister vor Alemannia Aachen und Fortuna Düsseldorf. Rupp bestritt als einziger Gladbacher alle 34 Rundenspiele und erzielte dabei mit 24 Treffern die meisten Tore. In der Aufstiegsrunde gegen SSV Reutlingen, Holstein Kiel und Wormatia Worms kamen noch vier weitere Tore hinzu. In seiner ersten Saison im deutschen Fußballoberhaus, 1965/66, spielte er alle 34 Spiele und schoss 16 Tore. Ende Mai 1966 wurde er in der 40er-Liste des DFB an die FIFA im Kreis der Angriffsspieler für die Weltmeisterschaft gemeldet. Zur Aufnahme in den 22er-Kader reichte es aber nicht. Nach der WM 1966 probierte Bundestrainer Helmut Schön einige neue Spieler aus. So kam Bernd Rupp am 12. Oktober 1966 gegen die Türkei zu seinem einzigen Länderspiel. Deutschland gewann mit 2:0 und Rupp erzielte in der 85. Minute den Treffer zum 2:0. Bei diesem Länderspiel hatte auch Gerd Müller sein Nationalmannschaftsdebüt; der erfolgreichste Torschütze des deutschen Fußballs blieb allerdings ohne Torerfolg.
1967 wechselte Rupp zu Werder Bremen, wo er zwei Jahre lang spielte. 1969 kam er zum 1. FC Köln. Seine Karriere beendete er zwischen 1972 und 1974 wieder bei Borussia Mönchengladbach. 1973 erreichte er mit den Gladbachern den größten Erfolg seiner Karriere. Er gewann das DFB-Pokal-Endspiel gegen seinen ehemaligen Club 1. FC Köln mit 2:1, das als eines der „besten, spielerisch hoch stehendsten und spannendsten in der Geschichte dieses Wettbewerbs“ in die Annalen einging. Bernd Rupp bestritt insgesamt 274 Bundesliga-Spiele und erzielte 119 Tore. Rupp wurde zweimal Deutscher Vizemeister – 1968 mit dem SV Werder Bremen und 1974 mit Borussia Mönchengladbach. Mit dem 1. FC Köln stand er 1970 und 1971 jeweils im DFB-Pokalfinale. Auch in den beiden UEFA-Cup-Finalspielen am 10. und 23. Mai 1973 gegen den FC Liverpool war er für Borussia Mönchengladbach im Einsatz. Sein letztes Bundesligaspiel bestritt der schnelle und dribbelstarke Angreifer am 34. Spieltag der Saison 1973/74, am 18. Mai 1974, beim 5:0-Heimsieg gegen den FC Bayern München. Mit Allan Simonsen und Jupp Heynckes bildete er den Dreier-Angriff der Borussen, die 1974 nur einen Punkt hinter dem Deutschen Meister Bayern München landeten.
1974 kehrte er zum Hessenligisten SV Wiesbaden zurück.

## Vereine
- Post-SV Phönix Kassel
- FC Burgsolms
- SV Wiesbaden
- 1964–1967 Borussia Mönchengladbach
- 1967–1969 Werder Bremen
- 1969–1972 1. FC Köln
- 1972–1974 Borussia Mönchengladbach
- 1974–1976 SV Wiesbaden
- 1976–1978 SV 07 Raunheim (Spielertrainer)

## Statistik
- 1 Länderspiel; 1 Tor für Deutschland
- 1. Bundesliga
119 Spiele, 50 Tore für Borussia Mönchengladbach
58 Spiele, 23 Tore für Werder Bremen
97 Spiele, 46 Tore für den 1. FC Köln
- DFB-Pokal
20 Spiele, 9 Tore für den 1. FC Köln
- UEFA-Pokal
14 Spiele, 3 Tore für den 1. FC Köln

## Erfolge
- 1968 Deutscher Vize-Meister
- 1970 DFB-Pokalfinale und Vierter
- 1971 DFB-Pokalfinale und MC-Halbfinale
- 1973 UEFA-Pokal-Finale, 2:0 und 0:3 vs. FC Liverpool
- 1973 DFB-Pokalsieger
- 1973 erstes Ligapokal-Finale, 0:4 vs. HSV
- 1974 Deutscher Vize-Meister